# Georg Hassel
Pour les articles homonymes, voir Hassel.
Georg Hassel, né à Wolfenbüttel le 30 décembre 1770 et mort le 18 janvier 1829 à Weimar, est un géographe et statisticien allemand.

## Biographie
Il fut nommé, en 1809, directeur du bureau de statistique de la Westphalie, et, quand ce royaume eut cessé d'exister, se fixa à Weimar, où il rédigea les Éphémérides géographiques et s'adonna à la composition de plusieurs ouvrages. Hassel a puissamment contribué, par ses écrits, à répandre en Allemagne l'étude de la géographie et de la statistique.

## Œuvres
Nous citerons de lui, outre de nombreux articles dans l'Encyclopédie de Ersch :
- Contours politico-géographiques de l'Europe (Weimar, 1807-1808, 3 vol.) ;
- Traité statistique des États de l'Europe (1812) ;
- Répertoire statistique du royaume de Westphalie (1813) ;
- Manuel complet de géographie et de statistique modernes (1816-1820) ;
- Almanach généalogico-historico-statistique (Weimar, 1823-1828, 6 vol.).